# Rania Houch
Rania Houch, née le 20 juillet 1993, est une joueuse tunisienne de basket-ball évoluant au poste d'ailier fort.

## Carrière
Elle termine cinquième du championnat d'Afrique des 18 ans et moins en 2010. Elle participe avec l'équipe de Tunisie au championnat d'Afrique 2019, terminant à la douzième place.
Elle évolue en club à l'Étoile sportive du Sahel.